# Monte Sokbaro
Il monte Sokbaro è una montagna dell'Africa occidentale alta 658 metri e che si trova al confine tra Benin e Togo.

## Geografia
La montagna appartiene alla catena dei monti del Togo. Rappresenta il punto più elevato del territorio del Benin. I centeri abitati più vicini sono Tchèmbèré e Akaradè.